# Atanasio Ndongo

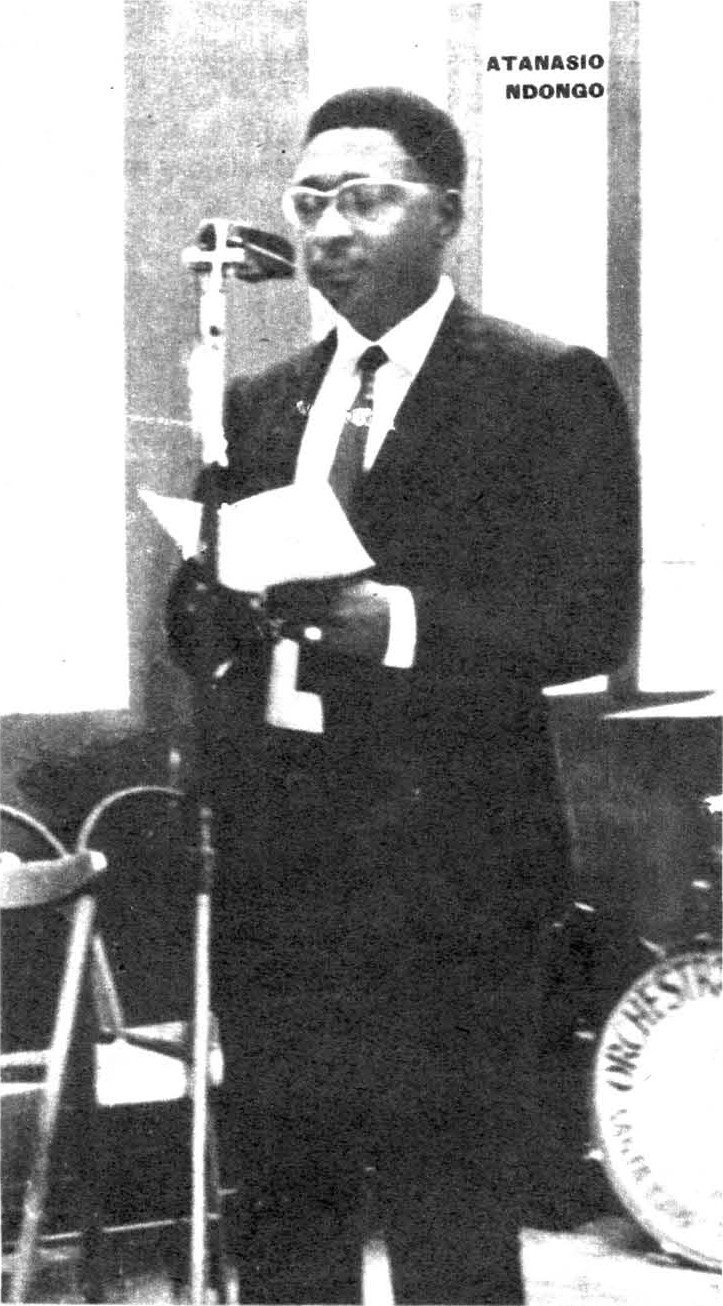
Atanasio Ndongo

Atanasio Ndongo Miyono (1928?-1969) was een politicus uit Equatoriaal-Guinea. 
Ndongo was een vrijheidsstrijder en streed voor een onafhankelijk Equatoriaal-Guinea (vroeger een Spaanse kolonie Spaanse Guinea). Hij was voorzitter van de verzetsbeweging MONALIGE (Movimiento Nacional de Liberación de Guinea Equatorial, d.i. Nationale Bevrijdingsbeweging van Equatoriaal-Guinea). In 1968 nam hij deel aan het ronde-tafel overleg in Madrid om over de onafhankelijkheid van zijn land. 
Aan de vooravond van de onafhankelijkheid steunde Ndongo de kandidatuur voor het presidentschap van Francisco Macías Nguema van de Partido Unido Nacional (PUN). Macías Nguema werd tot president gekozen en vormde een coalitieregering waarin Ndongo namens de MONALIGE zitting in had. Hij kreeg de portefeuille van Buitenlandse Zaken. Op 12 oktober 1968 werd Equatoriaal-Guinea een onafhankelijke republiek.
In februari 1969 ontstond er na een anti-Spaanse speech van Macías Nguema een crisissituatie in de voormalige Spaanse kolonie en brak er onder de Spanjaarden in Equatoriaal-Guinea paniek uit. Zij waren bevreesd dat ze zouden worden vervolgd. Een aanwezig Spaans garnizoen van 260 man greep in wat weer leidde tot een conflict tussen de Equatoriaal-Guineese regering en Spanje. Na bemiddeling van de VN konden de Spanjaarden die dit wilden uit Equatoriaal-Guinea vertrekken. Van de ca. 7000 Spanjaarden bleven slechts 600 van hen in Equatoriaal-Guinea wonen. De betrekkingen met Spanje waren hierdoor zeer verslechterd. Ndongo was zeer bevreesd dat Spanje mogelijk haar hulp aan Equatoriaal-Guinea zou verbreken, deed in september 1969 een vergeefse gooi naar de macht. Ndongo werd als minister ontslagen en terechtgesteld. Niet lang daarna zou Macías Nguema de grondwet buiten werking stellen en alle politieke partijen, behalve de PUN (sinds 1970: Partido Unido Nacional de Trabajador, PUNT) verbieden en een dictatuur vestigen. 
Atanasio Ndongo Miyono is vooral bekend geworden als auteur van het volkslied van Equatoriaal-Guinea: Caminemos Pisando la Senda de Nuestra Inmensa Felicidad